# 鳥取県立倉吉未来中心
鳥取県立倉吉未来中心（とっとりけんりつくらよしみらいちゅうしん）は、鳥取県倉吉市駄経寺町にある多目的ホールである。倉吉パークスクエアを構成する施設の一つ。2024年4月1日より倉吉市に工場を置く株式会社エースパックがネーミングライツを取得し愛称を「エースパック未来中心」とした。

## 概要
コンサートホールとして主に使用されている大ホールをはじめ、小ホール、リハーサル室、練習室、セミナールーム、アトリウムを備えており、地域文化の発信拠点として活躍している。コンサートの他、宝塚歌劇や劇団四季などの演劇の公演も主催する。運営は鳥取県文化振興財団が行っている。
2016年発生の鳥取県中部地震では天井の一部が崩壊するなどの被害を受け休館となっていたが、順次再開していき、2017年4月30日より全館再開された。

## 建築概要
- 設計 - シーザー・ペリ
- 竣工 2000年11月
- 構造・規模 - SRC、RC、S造 地下1階、地上4階
- 延床面積 - 14,340m2（二十世紀梨記念館等の部分を含む建物全体で20,400m2）
- 所在地 - 鳥取県倉吉市駄経寺町212番地5 倉吉パークスクエア内

## 施設・座席数
- 大ホール : 1503席（三階層）
- 小ホール : 310席
- リハーサル室
- 練習室（全部で2つ）
- セミナールーム（全部で9つ）
- アトリウム

## 交通アクセス
- JR山陰本線 倉吉駅から日交バスで「西倉吉」、「生田車庫」、「広瀬」行き（2番のりば）乗車で約10分、 「倉吉パークスクエア」または「倉吉パークスクエア北口」下車、徒歩5分